# 北二十里泡
北二十里泡位于黑龙江省大庆市龙凤区与安达市之间，因位于安达市城区以北，积水面积最大时可达方圆近二十华里而得名。北二十里泡原为一处自然洼地，兴建安肇新河时对其进行了疏浚，1990～1991年又进行了改扩建。现北二十里泡承蓄王花泡来水以及大庆油田部分生产生活废水，控制面积5786平方千米，设计水位143.11米，相应库容0.92亿立方米，水面面积74.50平方千米。湖水通过南端的泄洪闸经安肇新河排入中内泡。北二十里泡核心区被定为大庆龙凤湿地省级自然保护区，区域内有丹顶鹤、白鹤等多种珍稀鸟类。